# Macchina maccheronica
Macchina maccheronica è un album degli Stormy Six, pubblicato dalla Cooperativa L'Orchestra nel 1980.
Fu registrato nell'ottobre 1979 ai Sunrise Studios di Kirchberg, in Svizzera, ad eccezione del brano Enzo registrato dal vivo il 28 aprile 1979 al Teatro dell'Elfo di Milano.

## Tracce
Lato A
1. Macchina maccheronica – 5:34 (Carlo De Martini, Umberto Fiori)
2. Le lucciole – 7:30 (Franco Fabbri, Umberto Fiori)
3. Madonina – 0:46 (Giovanni D'Anzi, arrangiamento di Franco Fabbri)
4. Megafono – 5:47 (Tommaso Leddi, Umberto Fiori)
5. Madonina – 0:35 (Giovanni D'Anzi, arrangiamento di Franco Fabbri)
6. Banca – 2:33 (Tommaso Leddi, Umberto Fiori)

Lato B
1. Pianeta – 5:33 (Pino Martini, Umberto Fiori)
2. Rumba sugli alberi – 2:51 (Tommaso Leddi, Umberto Fiori)
3. Enzo – 2:11 (Franco Fabbri, Pino Martini, Tommaso Leddi, Umberto Fiori)
4. Verbale – 8:32 (Tommaso Leddi, Umberto Fiori)
5. Madonina – 0:50 (Giovanni D'Anzi, arrangiamento di Tommaso Leddi)
6. Somario – 3:54 (Franco Fabbri, Umberto Fiori)
7. Madonina – 0:10 (Giovanni D'Anzi, arrangiamento degli Stormy Six)

## Musicisti
- Franco Fabbri - chitarra, trombone, vibrafono
- Tommaso Leddi - violino, mandolino, sassofono alto, chitarra, organo
- Georgie Born - violoncello
- Leonardo Schiavone - clarinetto, sassofono tenore
- Umberto Fiori - voce
- Pino Martini - basso
- Salvatore Garau - batteria[1]